# TG2 Motori
TG2 Motori è una rubrica del TG2 che si occupa di motori, nata nel 1988 e condotta inizialmente da Gino Roca e poi dal 21 settembre 1997 da Maria Leitner e curata da Rocco Tolfa.
Il programma va in onda ogni domenica alle 13:30 e, fino al 2007, anche in replica nel palinsesto invernale ogni lunedì all'interno del TG2 delle 10:00 (nel palinsesto estivo spostato alle 10:15), in seguito verranno incorporati i servizi nella rubrica Punto.it (l'attuale TG2 Italia Europa).
Durante l'estate la rubrica va in onda solo con i servizi andati in onda nel corso della stagione precedente.